# Ismaïl Moalla
Pour les articles homonymes, voir Moalla.
Ismaïl Moalla, né le 30 janvier 1990 à Sfax, est un joueur tunisien de volley-ball. Il mesure 1,95 m et joue en tant que réceptionneur-attaquant.
Il a pris part aux Jeux olympiques d'été de 2012 avec l'équipe de Tunisie.

## Clubs
- 2008-2015 : Club sportif sfaxien ( Tunisie)
- 2015-2016 : Zamalek SC ( Égypte)

## Palmarès

### Équipe nationale
- Championnat d'Afrique
  -  Troisième en 2011 ( Maroc)
  -  Finaliste en 2013 ( Tunisie)
  -  Finaliste en 2015 ( Égypte)
- Jeux méditerranéens
  -  Médaille d'argent aux Jeux méditerranéens de 2013 ( Turquie)
- Championnat arabe
  -  Vainqueur en 2012 ( Bahreïn)
- Championnat d'Afrique des moins de 21 ans
  -  Vainqueur en 2008
- Championnat d'Afrique des moins de 19 ans
  -  Vainqueur en 2006

### Autres
- Vainqueur du Tournoi international de Rashed en 2012 ( Émirats arabes unis)
- Vainqueur de la coupe du président Noursoultan Nazarbaïev en 2012[1] ( Kazakhstan)

### Clubs
- Championnat du monde des clubs
  - 5e en 2013 ( Brésil)
- Championnat de Tunisie
  -  Vainqueur en 2009 et 2013
  -  Finaliste en 2012
- Coupe de Tunisie
  -  Vainqueur en 2009, 2012 et 2013
- Championnat d'Afrique des clubs
  -  Vainqueur en 2013 ( Libye)
  -  Troisième en 2010 et 2014 ( Tunisie)
- Coupe d'Égypte
  -  Vainqueur en 2016

### Autres
- Vainqueur du Tournoi international de Bani Yas en 2011 ( Émirats arabes unis)

## Récompenses et distinctions
- Meilleur réceptionneur du championnat d'Afrique des clubs 2010[2]
- Meilleur joueur du Tournoi international de Bani Yas en 2011[3]
- Meilleur attaquant du Tournoi international de Rached en 2012 à Dubaï[4]